# Walentin Christow (ur. 1956)
Walentin Nikołow Christow (bułg. Валентин Николов Христов, ur. 16 marca 1956 w Perniku) – bułgarski sztangista. Srebrny medalista olimpijski z Moskwy.
Zawody w 1980 były jego drugimi igrzyskami olimpijskimi. W 1976 pierwotnie został mistrzem olimpijskim w wadze do 110 kg, jednak został zdyskwalifikowany za stosowanie dopingu – sterydów anabolicznych. W 1980, był drugi, pod nieobecność sportowców z części krajów tzw. Zachodu, w wadze do 110 kg. Został równocześnie srebrnym medalistą mistrzostw świata. Był mistrzem świata dwukrotnie, w 1975 i 1977, srebro zdobył również w 1979. Na mistrzostwach Europy zwyciężał trzykrotnie (1975, 1976, 1977), był drugi w 1974 i 1980. Pobił dziewięć oficjalnych rekordów świata.